# كوينتن برنارد
كوينتن برنارد (بالفرنسية: Quentin Bernard)‏ (7 يوليو 1989 ببواتييه في فرنسا - ) هو لاعب كرة قدم فرنسي في مركز الدفاع. لعب مع نادي ديجون ونادي نيور.

## وصلات خارجية
- كوينتن برنارد على موقع قاعدة بيانات كرة القدم.إي يو (الإنجليزية)
- كوينتن برنارد على موقع ليكيب (الفرنسية)
- كوينتن برنارد على موقع Soccerway.com (الإنجليزية)
- كوينتن برنارد على موقع AS.com (الإسبانية)